# Wally Henschel
Wally Henschel (9 de setembre de 1893 - 13 de desembre de 1988) va ser una mestra d'escacs alemanya que també va viure als Estats Units. El 1930 va ser medallista de bronze del Campionat del món d'escacs femení.

## Biografia
Nascuda en el si d'una família jueva, Henschel va tenir una educació musical; era cantant i treballava en classes de piano. El 1927 va rebre el diploma de professora de cant i el 1929 va aprovar amb èxit l'examen d'aptitud per a la professió escènica en el gènere de l'òpera. Després que els nazis van assolir el poder a Alemanya, va emigrar als Estats Units el març de 1939. A mitjans de la dècada de 1950 va quedar invàlida i, fins a la seva mort, va viure amb una pensió d'invalidesa.
Va participar dos cops en tornejos pel Campionat del món d'escacs femení: va acabar tercera el 1930 a Hamburg i cinquena el 1931 a Praga. La seva victòria el 1930 sobre la campiona del món regnant Vera Menchik va ser l'única derrota de Menchik en tots els Campionats del Món d'escacs femenins.

## Partida notable
Wally Henschel – Vera Menchik
Campionat del món femení d'escacs 1930, Hamburg
1. d4 Cf6 2. c4 g6 3. Cc3 Ag7 4. Cf3 0–0 5. e4 d6 6. Ae2 Cbd7 7. 0–0 e5 8. Ag5 h6 9. dxe5 dxe5 10. Ah4 c6 11. Dd2 Te8 12. Tfd1 Db6 13. Af1 Ch5 14. b3 Cf4 15. Ca4 Dc7 16. Tac1 Ce6 17. Cc3 Cd4 18. Ce1 Cf8 19. f3 Ae6 20. Cc2 Rh7 21. Cxd4 exd4 22. Ce2 c5 23. Cf4 Ae5 24. Ag3 Dd6 25. Ad3 b6 26. Ce2 Axg3 27. Cxg3 a5 28. a4 Ac8 29. Tf1 Ta7 30. Tce1 Tae7 31. f4 Ab7 32. e5 Db8 33. Ch5 Cd7 34. f5 Tf8 35. fxg6+ fxg6 36. e6 Ce5 37. Txf8 Dxf8 38. Txe5 Ac8 39. Cf4 Df6 40. Cxg6 Tg7 41. Th5 1–0.